# 腰果雞丁
腰果雞丁（英語：Cashew Chicken）是一道美式中國菜，由切丁的雞肉爆炒或炸熟，配上炒熟的蔬菜，並以醬油、蠔油及雞湯製作的醬汁，再加入腰果而成。腰果雞丁最初是由移居到美國的廣東廚師使用美國在地食材及以烹調廣東菜的手法製成，雖然腰果雞丁與宮保雞丁的中文名稱相似及食材也包括雞肉，但並非僅是用腰果取代後者的花生，兩者屬於不同菜系。

## 春田式腰果雞
春田式腰果雞（英語：Springfield-style Cashew Chicken）在美國密蘇里州春田市地區非常受歡迎，是當地許多家餐館提供的主菜，通常被認為是非官方的“本城招牌菜”。這道菜是一位中國廣東廚師梁榮恩（David Leong）約在1963年於密蘇里州春田市格洛夫晚餐俱樂部（Grove Supper Club）研發的。
梁榮恩1920年生於廣東，於1940年移民美國。由於時值二次大戰，他入籍後被徵召入伍，在美軍中擔任廚師。有一天，有一位上校吃到他煮的早餐，非常讚賞，升他做軍官的主廚。二戰結束後梁榮恩退役，在美國的餐廳做廚子。1955年他和哥哥到春田市開了一間中餐館蓮園（Lotus Garden）。蓮園只開了一年就關門。兄弟兩人轉到格洛夫晚餐俱樂部做廚師，梁榮恩同時研發他的腰果雞。因為春田市本地人喜愛炸雞，梁榮恩想出了一種不同的腰果雞丁。他不用爆炒的雞丁，而是把雞塊沾牛奶蛋汁，裹上麵粉，再重複裹蛋汁和麵粉一次，油炸瀝乾。然後，他用由雞湯，醬油和蠔油醬調配的勾芡醬汁澆在炸雞塊上，再加一把腰果與一些蔥花。

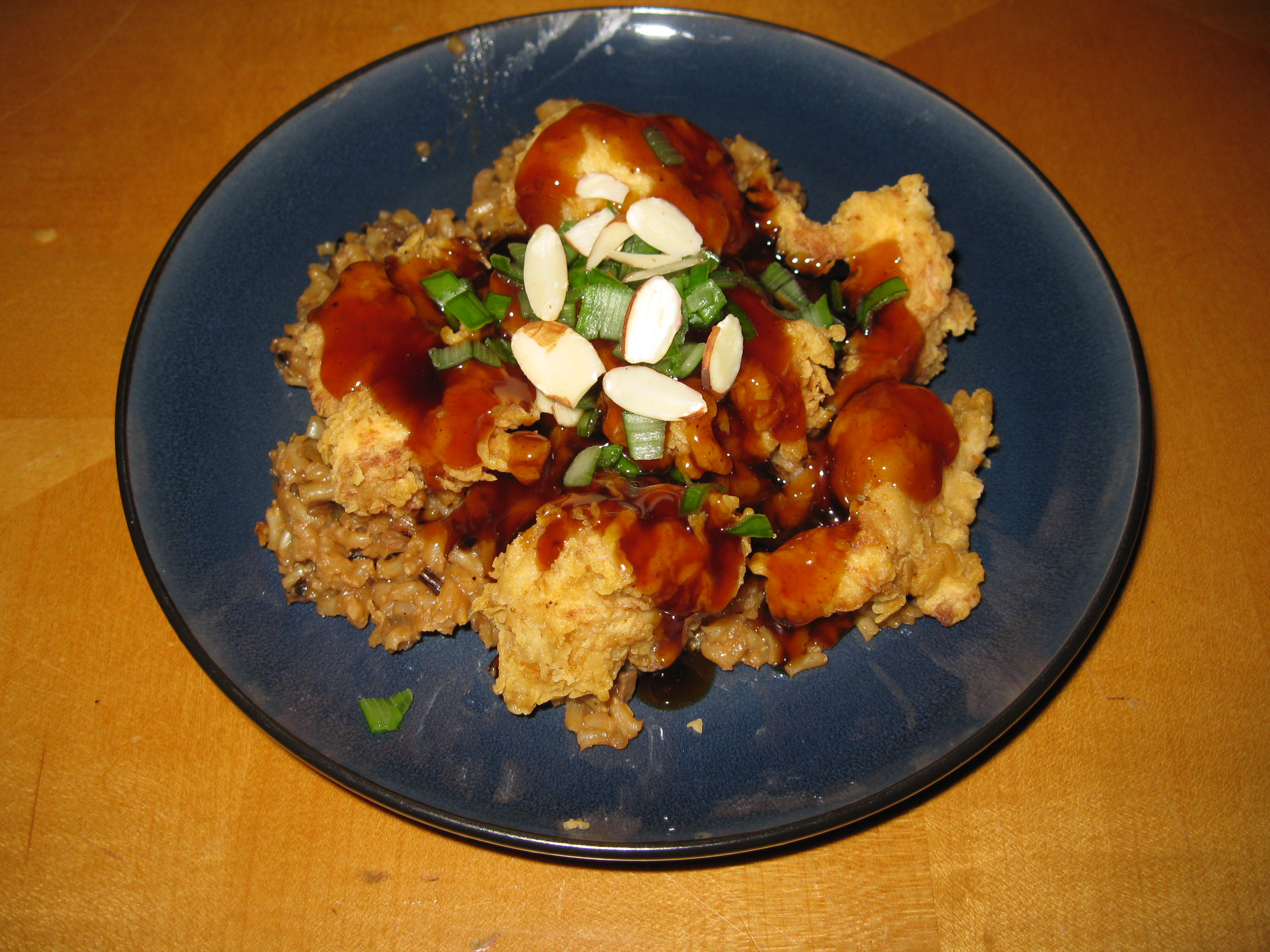
春田式腰果雞

1963年11月，梁榮恩兄弟兩人於春田城郊創業開梁氏茗園（Leong's Tea House）餐館，腰果雞配上春捲與炒飯是招牌菜。一些當地餐廳在腰果雞和梁氏茗園成功的鼓舞下，跟著梁榮恩的腳步，也開始賣腰果雞。1972年，梁氏兄弟分道揚鑣，梁榮恩的哥哥在春田市的另一頭也開了一間中餐館。腰果雞也是招牌菜。1970年代當地職訓中心烹飪課，不但教授如何烹飪當地的牛排三明治、巧克力奶油派，還教授如何烹飪腰果雞。梁榮恩的茗園，因為梁榮恩的妻子去世於1997年12月31日關門，開了34年。梁榮恩的哥哥的中餐館也在2000年關門了。春田式腰果雞仍然是當地許多家餐館最暢銷的菜。
2008年春田觀光局（Springfield Convention & Visitors Bureau）為春田式腰果雞特別頒贈頂峰獎（2008 Pinnacle Award）給梁榮恩，表彰他的貢獻。密蘇里州眾議院於2008年通過了一項決議表揚梁榮恩的成就。於2010年，梁紹恩和三個兒子梁永寧、梁永儀、梁永華，在春田市又開了一家新餐廳提供同一款式的腰果雞。春田市觀光局表示，2013年是春田式腰果雞50周年，該局還將陸繼續推出慶祝活動。

## 外部連接
- Springfield Style Cashew Chicken （页面存档备份，存于）
- Where To Find Springfield Cashew Chicken
- Springfield Convention & Visitors Bureau （页面存档备份，存于）